# Maltol
A maltol (E636) egy a természetben is előforduló szerves vegyület, melyet legnagyobb mennyiségben ízfokozóként használnak. Az európai vörösfenyő (Larix decidua) kérgéből, az erdei fenyő (Pinus sylvestris) tűleveleiből, pörkölt malátából (utóbbiról kapta nevét is), vagy laktóz és maltóz melegítésével állítják elő. Tiszta állapotban fehér, kristályos port alkot, mely poláros oldószerekben jól oldható (például forró vízben, kloroformban).
A maltol a Fe3+, Ga3+, Al3+, és a VO3+ ionokkal  erős kötést képez, emiatt alumíniumbevitelre is szokták alkalmazni.

## Élelmiszeripari felhasználása
Kellemes, karamellhez hasonlító illata miatt aromaként is alkalmazzák. Íze a frissen sült kenyérhez hasonlít, ezért elsősorban pékárukban és süteményekben alkalmazzák ízfokozóként. Napi maximális beviteli mennyisége 1 mg/testsúly kg. Nincs ismert mellékhatása.

## Mellékhatások
Maltol, mint 3-hidroxi-4-pyron könnyen kötődik nehézfém ionokhoz, mint a Fe3+, Ga3+, Al3+, and VO2+. Ezzel kapcsolatos tulajdonságáról számoltak be, miszerint jelentősen megnöveli a szervezet aluminíum felvételét.